# فرانک گرایس
فرانک گرایس (انگلیسی: Frank Grice; ۱۳ نوامبر ۱۹۰۸ – ۱۹۸۸ (۷۹−۸۰ سال)) بازیکن فوتبال اهل بریتانیا بود.
از باشگاه‌هایی که در آن بازی کرده‌است می‌توان به باشگاه فوتبال دانداک، باشگاه فوتبال تاتنهام هاتسپر، باشگاه فوتبال گلنتوران، و باشگاه فوتبال نوتس کانتی اشاره کرد.